# Reentko Dirks
Reentko (Bad Gandersheim, 6 febbraio 1979) è un chitarrista, percussionista e compositore tedesco.

## Biografia
Reentko (Reentko Dirks) iniziò a suonare la chitarra all´età di sette anni. Il suo percorso musicale lo portò nel 2000 al Conservatorio di musica Carl Maria von Weber di Dresda, dove studiò chitarra acustica sotto la supervisione di Thomas Fellow. Dal 2007 Reentko insegna al conservatorio.
Nel 2000 Reentko fondò con Daniel Nikolas Wirtz il duo di chitarristi Dirks und Wirtz. Il duo apparve in concerti in tutta Europa e ricevette il premio straordinario dell´European Guitar Award. Nel 2003 iniziò la collaborazione del duo con la cantante tedesca Annamateur e dal 2005 con il violoncellista jazz Stephan Braun, da cui risultarono due CD e numerosi premi (ad esempio il Deutsche Kleinkunstpreis 2008).
Esistono numerose registrazioni radio e CD di Reentko, tra cui quelle insieme al chitarrista turco Erkin Cavus nel CD Planet Kalkan. Quest'ultimo raccolse eccellenti critiche dalla stampa a livello internazionale.
Nel 2010 Reentko ha prodotto il suo primo solo-CD Sounds for the silver screen, che contiene esclusivamente composizioni proprie e il cui stile propende per la musica da film. Lo stile musicale di Reentko è caratterizzato da tecniche del tutto originali e tecniche di percussione ideate da lui stesso. Reentko è attivo sia nella musica classica che nella musica pop e world e lavora insieme a Ensembles e musicisti quali la filarmonica di Dresda, Peter Bruns, Richard Horrowitz, Christina Lux, Hands on Strings, Annamateur, Stephan Braun, Valérie Inertie e Tim Bendzko.

## Riconoscimenti
- Premio International Songwriting Contest 2010 con il pezzo Kushan
- Premio eccezionale European Guitar Award 2006 (Dirks und Wirtz)
- Premio eccezionale Podium Linz 2006 (Dirks und Wirtz)
- Deutscher Kleinkunstpreis (Annamateur & Außensaiter)
- Salzburger Stier 2009 (Annamateur & Außensaiter)
- Bayrischer Kleinkunstpreis 2010 (Annamateur & Außensaiter)

## Discografia
- 2005: Annamateur e i suoi chitarristi
- 2006: Heavy Classic con Malte Vief
- 2007: Danza non Danza con Dirks und Wirtz
- 2008: All through the night con Konni Deppe & Andreas Hermeyer
- 2008: Temperamente con Sina Neumärker
- 2009: Planet Kalkan con Kalkan
- 2009: Lococon Hands on Strings
- 2009: Walgesänge con Annamateur und Außensaiter
- 2009: Euphoryon con Euphoryon
- 2010: Sounds for the silver screen con Reentko
- 2010: Antigo con Malte Vief
- 2010: Wenn es Winter wird con Mai Cocopelli
- 2011: Kinski Spencer Gismonti con Dirks und Wirtz